# Galiciai nyelv
A galiciai, gallego vagy galego nyelv (saját elnevezése galego vagy lingua galega – a magyar gallego forma a spanyol elnevezésből származik) újlatin nyelv (pontosabban inkább nyelvjáráscsoport), amelyet Spanyolország északnyugati részén, Galicia autonóm közösségben beszélnek. A terület, hasonlóan Baszkföldhöz és Katalóniához, nyelvi autonómiával rendelkezik. A galiciai történetileg felfogható a portugál nyelv egyik, saját sztenderdizált változattal és helyesírással rendelkező északi nyelvjáráscsoportjának (a két nyelv a középkorban még egységet alkotott, melyet galaikoportugál nyelvnek nevez a szakirodalom), a kiejtés szempontjából viszont a spanyolhoz áll közelebb, így azzal beszédben és írásban is kölcsönösen érthető. Bizonyos nyelvészek és kulturális intézmények a galiciait és a portugált (beleértve az utóbbi brazíliai nyelvjárásait) egyazon nyelv változatainak tekintik, mások – főleg maguk a galiciaiak – szerint pedig a portugál a galiciai újítóbb változata.
A nyelv szabályozásával a Galiciai Királyi Akadémia foglalkozik, mellette ugyanezt végzi nemhivatalosan a Galiciai Nyelvi Szövetség és a Galiciai Portugál Nyelvakadémia.

## Történet, nyelvi státusz
A galiciai nyelv felfogható a portugál nyelv Spanyolországban beszélt, régiesebb változatának. Mindkét nyelv az Ibériai-félsziget északnyugati csücskében kialakult latin nyelvjárások folytatásából, a gallegoportugál vagy óportugál nyelvtől vált le 14. században, majd a terület araboktól való visszafoglalásával a délre terjedt nyelvváltozatok sztenderdizálásából a portugál, míg az északi, hangtanilag a spanyolhoz közelebb álló nyelvjárásokból pedig a galiciai alakult ki. A galiciai anyanyelvűek maguk a nyelvüket önállónak tartják, azzal érvelve, hogy nem csupán beszélt, hanem írott nyelv is, évszázadokra visszatekintő hagyományokal és irodalommal. A nyelv önállósága legalább annyi érvvel alátámasztható, mint amennyivel cáfolható. Spanyolországban a hivatalos kasztíliai spanyol mellett második hivatalos nyelvként ismerik el Galicia autonóm közösségben.

## A sztenderd nyelv és a nyelvjárások
A sztenderd, illetve írott galiciai és a ténylegesen beszélt változatok között sokkal nagyobb az eltérés, mint a spanyol esetében. A „sztenderd galiciai” gyakorlatilag nem is létezik, csak a média nyelvében. A galiciai irodalmi nyelv a közép-galiciai nyelvjáráson alapul, amelyet kiegészítenek nyugati és keleti nyelvjárási elemek is.
Asztúria nyugati felén, Eo-Navia comarcában használatos egy átmeneti nyelvjárás, bár sokak szerint ezt beszélik Galicia Asztúriával határos vidékén is. Galiciában a gallego változatának tekintik az Extremadurában beszélt fala nyelvet.
Mivel a gallegót sokáig csak az iskolázatlan, falusi rétegek „spanyol tájszólás”-ának tekintették, a műveltebb, városiasodott lakosság áttért a kasztíliai használatára, ennélfogva a mai galiciai anyanyelvűek többsége is falusi születésű, és valamilyen, a spanyollal erősen kevert nyelvváltozatot beszél. Ez a keveredés nemcsak a szókincsben, hanem a nyelvtani elemek szintjén is mutatkozik (pl. egyes nyelvjárásokban a spanyol el, la, los, las határozott névelőt használják). Bizonyos nyelvjárások ugyanakkor hangtanilag inkább a portugálra hasonlítanak (pl. [u]-ként valósul meg a hangsúlytalan szóvégi /o/). A tájszólásokban ezenkívül gyakran megjelenik a mássalhangzóra végződő szavak – főleg a főnévi igenév – végén egy [e] magánhangzó, amely a sztenderd nyelvben nincs meg (pl. sztenderd/írott nyelvi falar ’beszél’ → népnyelvi falare). A nyelvjárási tagoltság miatt sok gallego szó többféle alakban is él (pl. dicir ~ decir ~ decer ~ dicer ’mond’, grazas ~ gracias ~ graciñas ’köszönöm’, se ~ si ’ha’, ti ~ tu ’te’ stb.).

## Eltérések a portugál nyelvtől
A galiciai az újító portugállal szemben konzervatív nyelvváltozat. A portugáltól alapvetően hangtanilag különbözik, ennek megfelelően saját helyesírást alakított ki, amely bizonyos pontokon eltér a sztenderd portugál helyesírástól. Az egyik legfőbb különbség a portugálra jellemző orrhangok, illetve zöngés sziszegő és palatális réshangok hiánya: ehelyett a spanyolban is megtalálható [s], illetve [θ] hangokat használják; a portugálban a ch-val jelölt magyar s hangnak a galiciaiban cs felel meg, míg a portugálban a j, illetve e, i előtt g-vel is jelölt zs hangnak a gallegóban az x-szel jelölt magyar s felel meg. Ennek megfelelően a portugál junta a galiciaiban xunta, az orrhangú végződésú portugál nação [nәˈsãw] ’nemzet’ szónak a galiciaiban nazón [naˈθoŋ] felel meg (vö. spanyol nación [naˈθjon] vagy [naˈsjon]). A galiciai rendelkezik ezenkívül egy sajátos hanggal, amely sem a portugálban, sem a spanyolban nem található meg önálló fonémaként: ez az ún. veláris n, amelyet írásban az nh kapcsolat jelöl, például az unha [uŋa] ’egy’ szóban. (Mindazonáltal ez magánhangzók között nagyon ritkán fordul elő.)
Az igeragozási rendszerben szintén konzervatív tulajdonság a portugállal és a spanyollal szemben, hogy a többes szám második személyű igealakban megörződött a -d-, például falades (vö. óspanyol fablades, de: portugál falais, modern spanyol habláis < latin FABULATIS) ’beszéltek’.

## Jellemző eltérések a spanyol nyelvtől
A spanyol és a galiciai nagyon hasonlóan hangzanak és kölcsönösen is jól érthetőek, ezért avatatlan fül számára nehéz is őket egymástól megkülönböztetni. Néhány jellegzetes ponton azonban eltérnek, ami fogódzó lehet a két nyelv megkülönböztetésében; ezeket az alábbiakban ismertetjük.
A galiciaiban a latin ĕ-ből és ŏ-ból származó jellegzetes spanyol ie és ue kettőshangzók helyén sima e és o hangokat találunk
- spanyol: bien ’jól’, siempre ’mindig’, tierra ’föld’; fuente ’forrás’, nuevo ’új’, sueño ’álom’
- galiciai: ben ’jól’, sempre ’mindig’, terra ’föld’; fonte ’forrás’, novo ’új’, soño/sono ’álom / álom [alvás]’

A spanyol (és portugál) cua-, gua- csoportoknak a galiciai szavak többségében ca-, ga- felel meg
- spanyol: cuando ’amikor’, cuatro ’négy’, guardar ’őriz’, agua ’víz’
- galiciai: cando ’amikor’, catro ’négy’, gardar ’őriz’, auga ’víz’

A spanyol j [x], y [ʝ] hangoknak a galiciaiban ll [ʝ] vagy x [ʃ] (magyar s) felel meg
- spanyol: dijo [ˈdixo] ’mondta’, ojo [ˈoxo] ’szem’, mujer [muˈxɛr] ’nő’, ya [ʝa] ’már’
- galiciai: dixo [ˈdiʃo] ’mondta’, ollo [ˈoʝo] ’szem’, muller [muˈʝɛr] ’nő’, xa [ʃa] ’már’

A spanyol ñ és ll helyén a galiciaiban n és l található, illetve – bizonyos szavakban – fordítva
- spanyol: año ’év’, estrella ’csillag’, camino ’(megtett) út’, ganar ’nyer’
- galiciai: ano ’év’, estrela ’csillag’, camiño ’(megtett) út’, gañar ’nyer’

## Írás és kiejtés
A galiciai ábécé 23 betűből áll: a, b, c, d, e, f, g, h, i, l, m, n, ñ, o, p, q, r, s, t, u, v, x, z.

### Magánhangzók
A sztenderd galiciai hangsúlyos helyzetben hét magánhangzó-fonémával rendelkezik: /a/, /e/, /ɛ/, /i/, /o/, /ɔ/, /u/; hangsúlytalan szótagban csak öttel: /a/, /e/, /i/, /o/, /u/. A helyesírás ezeket öt magánhangzóbetűvel jelöli (a, e, i, o, u), vagyis nem tesz különbséget az /e/ és /ɛ/, illetve az /o/ és /ɔ/ között: este [ˈeste] ’ez’, Deus [ˈdɛus] ’Isten’, illetve todo [ˈtoðo] ’minden’, nove [ˈnɔβe] ’kilenc’.

### Mássalhangzók
Az alábbiakban csak a magyartól eltérő ejtésű mássalhangzók és kettősbetűk szerepelnek.
- b, v – a spanyolhoz hasonlóan szókezdő helyzetben, valamint az mb, nv kapcsolatokban magyar b, máskor lágy – a két ajak közötti réssel képzett – v [β].
- c – a ce, ci csoportokban nyelvjárástól függően vagy az angol thing szó th-jához hasonló hang [θ], vagy magyar sz [s]; máskor magyar k.
- ch – magyar cs [t͡ʃ].
- d – szó elején, valamint az ld, nd csoportokban magyar d, máskor lágy d [ð], hasonlóan az angol this szókezdő mássalhangzójához.
- g (e, i előtt gu) – nyelvjárástól függően kétféle ejtése lehetséges. A keleti nyelvjárásokban és a sztenderd nyelvben szókezdő helyzetben, valamint az ng csoportban magyar g, máskor lágy g [ɣ]; a nyugati nyelvjárásokban minden helyzetben a spanyol j-hez hasonló zöngétlen veláris réshang [x] (lásd még: gheada).
- h – néma, nem ejtik.
- ll – nyelvjárástól függően palatalizált l [ʎ], vagy a magyar j-hez hasonló [ʝ].
- n – szó végén veláris n, azaz, mint a magyar harang szó n-je vagy az angol -ing végződés [ŋ], máskor magyar n.
- nh – betűkapcsolat, amely magánhangzók között a veláris n [ŋ] hangot jelöli; csak néhány, főleg az unha ’egy’ (nőnemben) szóban és származékaiban fordul elő.
- ñ – magyar ny.
- qu – betűkapcsolat, amely e, i előtt a magyar k hangot jelöli.
- s – a magyar sz-hez hasonló, de annál kissé hátrébb, emelt nyelvheggyel képzik.
- x – magyar s [ʃ], vagy bizonyos szavakban a ksz hangcsoportnak felel meg.
- z – nyelvjárástól függően vagy az angol thing szó th-jának megfelelő hang [θ], vagy magyar sz [s].

### Hangsúly
A galiciai hangsúly, amennyiben a helyesírás nem jelöli, az utolsó előtti szótagra esik az egyszerű magánhangzó, az egyszerű magánhangzó + s, n vagy ns végződésű szavakban, míg az utolsó szótagra esik az ai, au, ei, eu, iu, oi, ou, ui diftongusra, illetve az e diftongusokat követő -n, -s vagy -ns végződésű, valamint az egyéb mássalhangzóra végződő szavakban. Az ezektől való eltérést minden esetben ékezettel jelölik, továbbá akkor is, ha a hangsúly egy magánhangzó mellett lévő i-re vagy u-ra esik – ebben az esetben azt is jelöli az ékezet, hogy a hangsúlyos i/u nem kettőshangzó része, hanem hiátussal ejtendő, vagyis szótagalkotó.

## Nyelvi példák

### Néhány kifejezés összehasonlítása
| Magyar          | Galiciai (sztenderd) | Galiciai (újító) | Portugál            | Spanyol            |
| --------------- | -------------------- | ---------------- | ------------------- | ------------------ |
| jó reggelt      | bo día / bos días    | bons días        | bom dia / bons dias | buenos días        |
| hogy hívnak?    | Como te chamas?      | Como te chamas?  | Como te chamas?     | ¿Cómo te llamas?   |
| szeretlek téged | quérote / ámote      | amo-te           | amo-te              | te quiero / te amo |
| elnézést        | desculpe             | desculpe         | desculpe            | disculpe           |
| köszönöm        | grazas / graciñas    | obrigado         | obrigado            | gracias            |
| üdvözlöm        | benvido              | bem-vido         | bem-vindo           | bienvenidos        |
| viszontlátásra  | adeus                | adeus            | adeus               | adiós              |
| igen            | si                   | sim              | sim                 | sí                 |
| nem             | non                  | nom              | não                 | no                 |
| kutya           | can                  | cam              | cão                 | perro              |
| nagyapa         | avó /aˈbo/           | avô* /ɐˈvo/      | avô* /ɐˈvo/         | abuelo             |
| újság           | xornal               | jornal           | jornal              | periódico, diario  |
| tükör           | espello              | espelho          | espelho             | espejo             |

### Példaszöveg
Példaként állon itt Az emberi jogok egyetemes nyilatkozata első cikkelye négy különböző nyelvváltozatban:
- galiciaiul

Todos os seres humanos nacen libres e iguais en dignidade e dereitos e, dotados como están de razón e conciencia, débense comportar fraternalmente uns cos outros.
- portugálul:

Todos os seres humanos nascem livres e iguais em dignidade e em direitos. Dotados de razão e de consciência, devem agir uns para com os outros em espírito de fraternidade.
- spanyolul:

Todos los seres humanos nacen libres e iguales en dignidad y derechos y, dotados como están de razón y conciencia, deben comportarse fraternalmente los unos con los otros.
- asztúriai nyelvjárásban

Tolos seres humanos nacen llibres y iguales en dignidá y drechos y, pola mor de la razón y la conciencia de so, han comportase hermaniblemente los unos colos otros.
- magyar fordítás

Minden emberi lény szabadon születik, és egyenlő méltósága és joga van. Az emberek, ésszel és lelkiismerettel bírván, egymással szemben testvéri szellemben kell, hogy viseltessenek.

### Hangminta
- Idézet Saint-Exupéry: A kis herceg című műből galiciai nyelven

### Galiciai zene
- Lucía Pérez: O Incio. YouTube (galiciaiul)
- Lucía Pérez: Torres de Compostela. YouTube (galiciaiul)

## Érdekesség
A spanyolamerikaiak a bizalmas nyelvben gallegónak neveznek minden európai „spanyolt”, akik számukra furcsa vagy érthetetlen „spanyol nyelvjárásban” (főleg katalán nyelven, galiciaiul, vagy andalúz nyelvjárásban) beszélnek.